# 哈馬契斯谷
40°24′S 90°24′E / 40.4°S 90.4°E

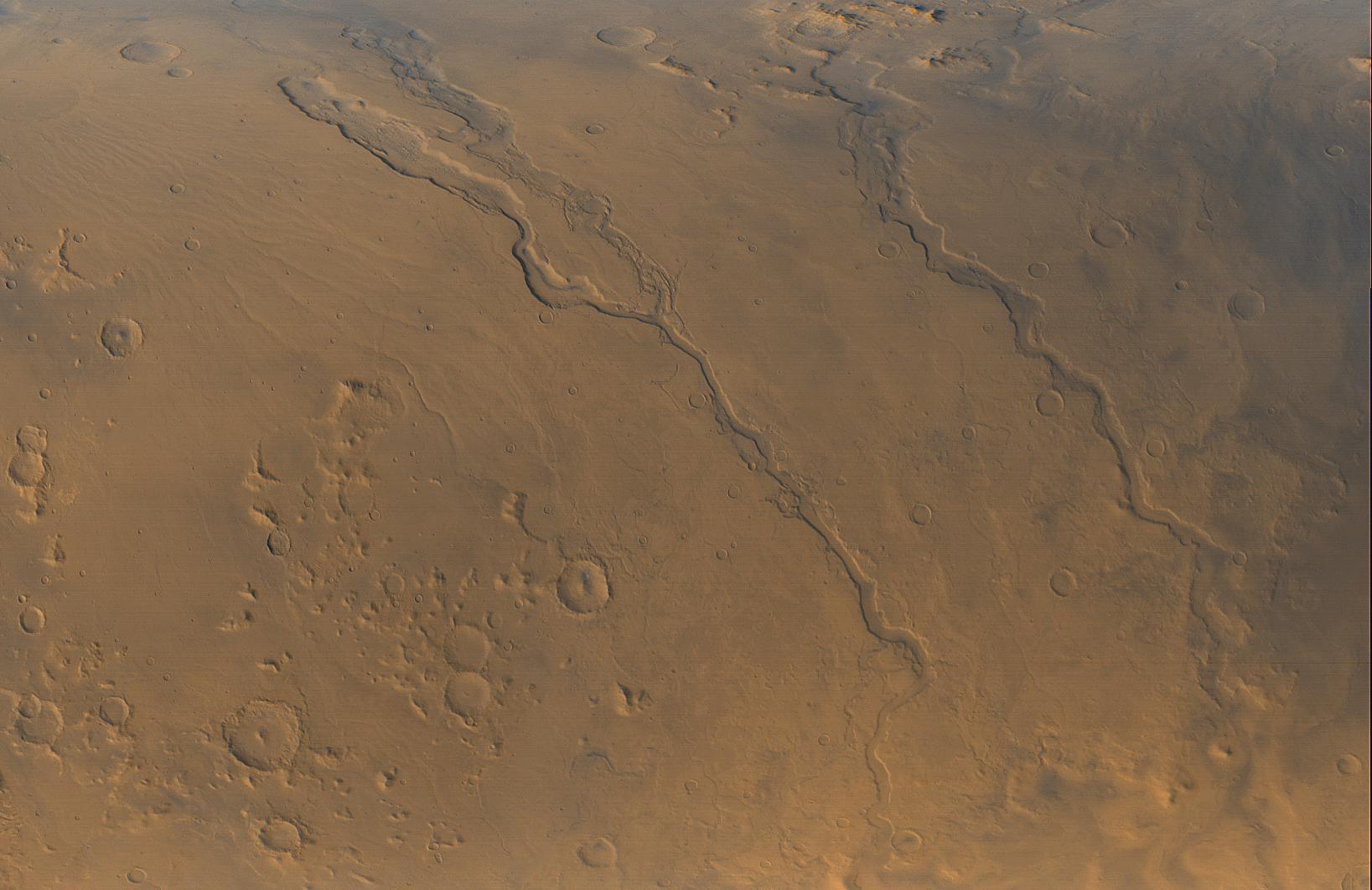
哈馬契斯谷是照片中最右側峽谷。推測水流方向是流向底部

哈馬契斯谷（Harmakhis Vallis）是火星上位于希臘區的一道峽谷，被認為是一条溢出河道，也是火星古代可能曾出现过災難性洪水的證據。該峽谷以古埃及語的火星命名。

## 地質
在以下影像中可見到哈馬契斯谷的兩側坡壁有許多沖溝。部分科學家認為這樣的地貌代表火星直到最近仍有少量液態水流過火星表面。

## 外部連結
- HiRISE image of Harmakhis Vallis wall（页面存档备份，存于）